# Rozzano
Rozzano is een gemeente in de Italiaanse metropolitane stad Milaan (regio Lombardije) en telt 38.493 inwoners (31-12-2004). De oppervlakte bedraagt 12,3 km², de bevolkingsdichtheid is 2960 inwoners per km².

## Demografie
Rozzano telt ongeveer 15692 huishoudens. Het aantal inwoners daalde in de periode 1991-2001 met 1,2% volgens cijfers uit de tienjaarlijkse volkstellingen van ISTAT.
| Jaar | Inwoneraantal |
| ---- | ------------- |
| 1991 | 37.660        |
| 2001 | 37.207        |

## Geografie
Rozzano grenst aan de volgende gemeenten: Milaan, Assago, Zibido San Giacomo, Opera, Pieve Emanuele, Basiglio.